# Skorpgelélav
Skorpgelélav (Collema occultatum) är en lavart som beskrevs av Bagl. Skorpgelélav ingår i släktet Collema och familjen Collemataceae.  Arten är reproducerande i Sverige. Inga underarter finns listade i Catalogue of Life.